# Guido Zangari
Guido Zangari (Roma, 26 giugno 1932 – Roma, 29 giugno 2008) è stato un giurista italiano.

## Biografia
Zangari è stato Professore Ordinario di Diritto del lavoro nell'Università di Siena, dove ha insegnato dal 1965 al 2000. Dal 1972-73 è stato Titolare di diritto sindacale e del Lavoro Comparato nella Scuola di Perfezionamento in Diritto Sindacale e del Lavoro della Facoltà di Giurisprudenza della Sapienza Università di Roma.
Ha ricoperto diversi incarichi in Italia ed all'estero ed in organismi internazionali (come la CEE, la Confederazione Europea dei Sindacati (C.E.S.), l'Organizzazione internazionale del lavoro (OIL), l'Organizzazione per la Cooperazione Economica e lo Sviluppo (O.C.D.E.), il Temporary Work Institute, etc). Nel 1981-82 (nominato con D.M. 27.2.1981 da Giovanni Spadolini) è stato Presidente della Commissione Interministeriale di Studio sulla “Disciplina del diritto di sciopero nei servizi pubblici essenziali”, costituita presso l'Ufficio della Funzione Pubblica della Presidenza del Consiglio dei ministri. È stato autore di più di cento pubblicazioni minori, soprattutto nel campo del diritto del lavoro comparato.

## Opere principali
- Principi di diritto sindacale nel sistema della Costituzione materiale, in 2 volumi, Milano, Giuffrè 1963-64;
- In contratto di lavoro con clausola di prova, I volume, L'esperimento come effetto preliminare, Milano, Giuffré 1965, II volume;
- Il recesso, Milano-Siena, 1970;
- Licenziamento e sanzioni disciplinari, Milano, Giuffré, Ia Ed, 1971;
- Il contenuto del contratto collettivo di lavoro, in "Trattato di Diritto del lavoro" diretto da Riva Sanseverino e mazzoni, I volume, Padova, Cedam, 1971;
- La nuova legge sindacale inglese del 1971 (insieme a Ubaldo Prosperetti), Milano, Angeli, 1974;
- Contributo alla teoria del Licenziamento nel diritto italiano e comparato, Ia Ed., Milano, Giuffré, 1974;
- Scritti sul diritto di sciopero, Milano, Ia Ed., Giuffré, 1976;
- La posizione dei lavoratori nell'impresa, insieme a Giuliano Mazzoni ed altri Aa, Milano, Angeli, 1977;
- Intervento pubblico, sindacati e contrattazione collettiva in USA, in "Studi sull'ordinamento nord-americano", Pisa, 1977, insieme a Nicola Greco ed altri Aa;
- La democrazia industriale in Gran Bretagna: Il Rapporto Bullock – Il libro Bianco laburista, Ia ed., Milano, Giuffré 1979;
- La riforma del sistema pensionistico, insieme a Giuseppe Alibrandi ed altri Aa, Milano-Roma, Garzanti 1980;
- Il diritto del lavoro dei paesi dell'Europa continentale partecipanti alla CEE, Padova, CEDAM, 1984;
- Diritto sindacale comparato dei paesi ibero-americani, Milano, Giuffrè, 1990;
- Commentario al Libro V del Codice Civile Del Lavoro, in 2 Volumi, Torino, UTET 1993.

È stato, inoltre, Curatore della Raccolta di Studi in onore di Giuseppe Chiarelli, in 4 volumi, Milano, Giuffrè, 1974. Infine, insieme a Valente Simi, Direttore, ha diretto come Condirettore, la ricerca su “La partecipazione dei lavoratori alla gestione delle imprese”, volume unico, in memoria di Ubaldo Prosperetti.
Il Centro elaborazione dati (CED) della Corte di cassazione registra nella “dottrina giuridica” 350 titoli, tra cui molti articoli, oltre alla giurisprudenza afferente alla sua attività forense.
| Controllo di autorità | VIAF (EN) 34536379 · ISNI (EN) 0000 0000 8113 3905 · SBN CFIV061861 · LCCN (EN) n83014451 · BNF (FR) cb12368335m (data) |